# Scènes de la vie
Scènes de la vie is een compositie van Christian Sinding. Het is een suite voor viool en piano. Van het werk is weinig bekend, maar Wolfgang Hansen (piano) en Ludvig Holm speelden het in Berlijn. Hansen en Holm waren beide docenten aan het Conservatorium van Kopenhagen.
De delen:
1. Deciso
2. Romance
3. Intermezzo
4. Finale